# Papa Style
Papa Style est un chanteur français de Reggae et de Ragga.

## Papa Style & Baldas
Il a commencé sa carrière dans le duo Papa Style & Baldas, créé en 2002, avec son complice évoluant au piano, percussions, claviers, chœurs, et boite à rythme.
Avec un style varié, ils enregistrent un maxi en auto-production en 2005. Après avoir signé avec le label X-Ray Productions, ils livrent trois albums : Arnaque Légale (2009), Blasés du Boulot (2010), Nouveaux Souffles (2011) auxquels on peut ajouter We Progressive (2011), de General Levy, qu'ils ont produits,.

## Carrière solo
Après plus de 500 concerts, il signe chez Baco Records (le label de Danakil), il entame alors une carrière solo. Il sort en novembre 2013 l'EP Alma De Guerrero avec notamment le titre Yes Papa ou La France Fume, sorti pour le roman Génération-H, et des featurings avec Natty Jean et Soom T.